# もしも (7ORDERの曲)
「もしも」は、7ORDERの楽曲。同グループの配信シングルとして、2021年12月24日に発売された。

## リリース
元々はセカンドアルバム「Re:ally?」の楽曲であったが、先行でシングルカットされた。デジタルシングルとなる際に、新たにジャケット写真を作成、B面に「もしも (Instrumental)」が追加された。グループ初のラブバラードといこともあり、7ORDERのメンバーは作詞作曲を手掛けた阿部真央と恋愛について意見を交わし楽曲のイメージを作り上げていった。またミュージックビデオは初の試みとして短編映画のような作りを採用している 。監督は土屋隆俊、出演は東宮綾音、新関 碧、湯木優輝となっている。

## 収録内容
1. 「もしも」 – 4:09
作詞・作曲：阿部真央
2. 「もしも (Instrumental)」 – 4:09
作曲：阿部真央